# Пеперудата
Пеперудата (на френски: Papillon, Папийон) е приключенска драма режисирана от Франклин Шафнър с участието на Стийв Маккуин и Дъстин Хофман. Излиза по екраните през 1973 г. Сценарият е по новелата на бившия затворник Анри Шариер. Поради екзотичните места за снимане, за времето си филмът е смятан за много скъп с бюджета си от 12 000 000 долара но спечелва повече от два пъти само през първата година на разпространение.
Пеперудата разказва историята на двама осъдени и изпратени в прословут екзотичен френски затвор на остров в карибския басейн близо до бреговете на Гаяна, Южна Америка.

## В ролите
| Актьор           | Роля                     |
| ---------------- | ------------------------ |
| Стийв Маккуин    | Анри `Пеперудата` Шариер |
| Дъстин Хофман    | Луи Дега                 |
| Виктор Джори     |                          |
| Дон Гордън       | Джулът                   |
| Антъни Зербе     | Тусант                   |
| Робърт Демън     | Матюрет                  |
| Уудроу Парфри    | Клусие                   |
| Бил Муми         | Лариът                   |
| Джордж Коулоурис | д-р Шатал                |

## Награди и Номинации
Награди на Американската Филмова Академия „Оскар“
- Номинация за най-добра музика за Джери Голдсмит

Награди „Златен глобус“ 
- Номинация за най-добър филм

Награди „Златен Екран“ (Германия) 
- Награда „Златен Екран“